# Конкіни
Ко́нкіни (рос. Конкины) — присілок у складі Афанасьєвського району Кіровської області, Росія. Входить до складу Ічетовкінського сільського поселення.
Населення становить 152 особи (2010, 77 у 2002).
Національний склад станом на 2002 рік — росіяни 99 %.